# کوروگانی
کوروگان (انگلیسی: Kurogane) شرکت بازی ویدئویی ژاپنی است، که در سال ۲۰۰۱ تأسیس شد.